# Окуджава Михайло Степанович
Окуджава Михайло Степанович (груз. მიხეილ ოკუჯავა; 1887—1937) — радянський партійний діяч, відповідальний секретар ЦК Компартії Грузинської РСР 1922 року.

## Життєпис
Народився 1887 року. Член РСДРП з 1903 року. Обіймав посади секретаря, відповідального секретаря Центрального комітету Комуністичної партії Грузії.
У грудні 1927 року був виключений з лав партії та засланий до Коканда (Узбецька РСР). Був заарештований 1936, а за рік — розстріляний.